# Squadra giapponese di Fed Cup
La squadra giapponese di Fed Cup (フェドカップ日本代表) rappresenta il Giappone nella Fed Cup, ed è posta sotto l'egida della Associazione tennistica giapponese.
La squadra partecipa alla competizione dal 1964, ma non ha mai vinto la manifestazione, pur raggiungendo le semifinali nell'edizione del 1996, ad oggi il suo miglior risultato.
Le giapponesi hanno ottenuto la promozione al Gruppo Mondiale II nel 2011.

## Risultati
| = Incontro del Gruppo Mondiale |

### 2010-2019
| Anno | Turno                       | Data          | Sede                   | Avversario    | Punteggio | Esito     |
| ---- | --------------------------- | ------------- | ---------------------- | ------------- | --------- | --------- |
| 2010 | Gruppo I, Fase a gironi     | 3 febbraio    | Kuala Lumpur (MAS)     | Indonesia     | 3 – 0     | Vittoria  |
| 2010 | Gruppo I, Fase a gironi     | 4 febbraio    | Kuala Lumpur (MAS)     | Nuova Zelanda | 3 – 0     | Vittoria  |
| 2010 | Gruppo I, Fase a gironi     | 5 febbraio    | Kuala Lumpur (MAS)     | Corea del Sud | 3 – 0     | Vittoria  |
| 2010 | Gruppo I, Playoff           | 6 febbraio    | Kuala Lumpur (MAS)     | Taipei cinese | 2 – 1     | Vittoria  |
| 2010 | Spareggi Gruppo Mondiale II | 24-25 aprile  | Maribor (SLO)          | Slovenia      | 1 – 4     | Sconfitta |
| 2011 | Gruppo I, Fase a gironi     | 2 febbraio    | Nonthaburi (THA)       | Kazakistan    | 2 – 1     | Vittoria  |
| 2011 | Gruppo I, Fase a gironi     | 3 febbraio    | Nonthaburi (THA)       | Corea del Sud | 3 – 0     | Vittoria  |
| 2011 | Gruppo I, Fase a gironi     | 4 febbraio    | Nonthaburi (THA)       | Taipei cinese | 3 – 0     | Vittoria  |
| 2011 | Gruppo I, Playoff           | 5 febbraio    | Nonthaburi (THA)       | Uzbekistan    | 3 – 0     | Vittoria  |
| 2011 | Spareggi Gruppo Mondiale II | 16-17 luglio  | Miki, Hyogo (JPN)      | Argentina     | 4 – 0     | Vittoria  |
| 2012 | Gruppo Mondiale II          | 4-5 febbraio  | Tokyo (JNP)            | Slovenia      | 5 – 0     | Vittoria  |
| 2012 | Spareggi Gruppo Mondiale    | 21-22 aprile  | Tokyo (JNP)            | Belgio        | 4 – 1     | Vittoria  |
| 2013 | Gruppo Mondiale, 1º turno   | 9-10 febbraio | Mosca (RUS)            | Russia        | 2 – 3     | Sconfitta |
| 2013 | Spareggi Gruppo Mondiale    | 20-21 aprile  | Barcellona (ESP)       | Spagna        | 0 – 4     | Sconfitta |
| 2014 | Gruppo Mondiale II          | 8-9 febbraio  | Buenos Aires (ARG)     | Argentina     | 1 – 3     | Sconfitta |
| 2014 | Spareggi Gruppo Mondiale II | 19-20 aprile  | 's-Hertogenbosch (NLD) | Paesi Bassi   | 2 – 3     | Sconfitta |
| 2015 | Gruppo I, Fase a gironi     | 4 febbraio    | Canton (CHN)           | Corea del Sud | 3 – 0     | Vittoria  |
| 2015 | Gruppo I, Fase a gironi     | 5 febbraio    | Canton (CHN)           | Hong Kong     | 3 – 0     | Vittoria  |
| 2015 | Gruppo I, Fase a gironi     | 6 febbraio    | Canton (CHN)           | Uzbekistan    | 3 – 0     | Vittoria  |
| 2015 | Gruppo I, Playoff           | 7 febbraio    | Canton (CHN)           | Kazakistan    | 2 – 0     | Vittoria  |
| 2015 | Spareggi Gruppo Mondiale II | 18-19 aprile  | Tokyo (JPN)            | Bielorussia   | 2 – 3     | Sconfitta |